# Regionforskning

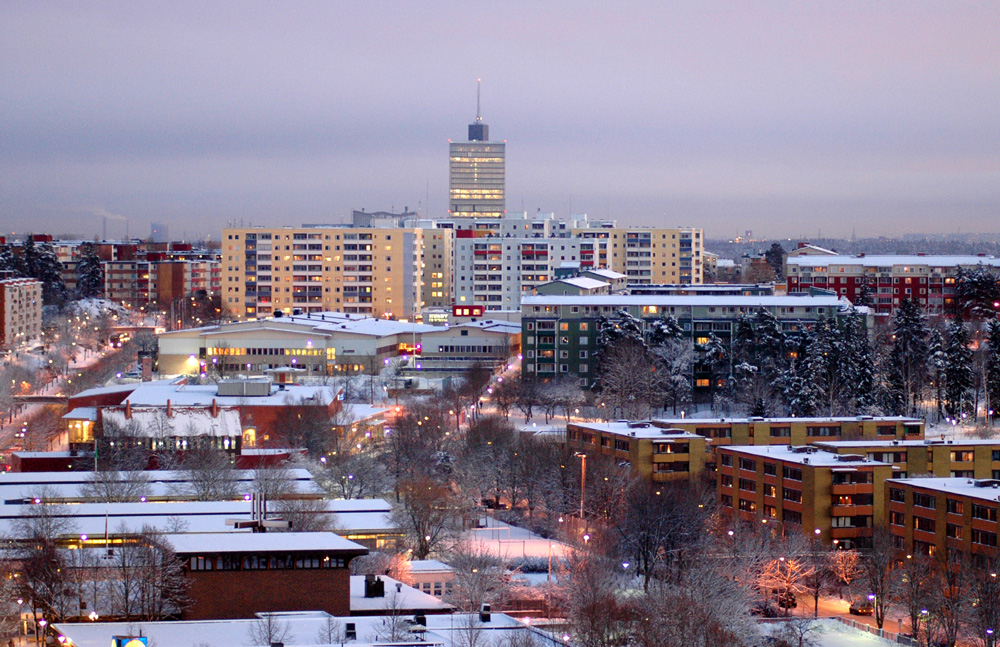
Kista norr om Stockholm i Sverige brukar beskrivas som ett näringslivskluster.

Regionforskning är ett tvärvetenskapligt forskningsområde, främst inom nationalekonomi och statsvetenskap, som studerar varför vissa geografiska områden lyckas bättre med att skapa ekonomisk tillväxt än andra.

## Historia
Den traditionella regionforskningen lyckades inte leverera en teori som förklarar varför vissa regioner växer och andra inte. När regionforskningen föddes användes främst naturvetenskapliga modeller och kvantitativa metoder, till exempel gravitationsmodeller för att mäta dragningskraften mellan orter eller modeller för urbana hierarkier. De geografiska modellerna kan förklara varför skillnader i ekonomisk aktivitet uppstår utifrån ortssystem med centralorter som bygger på odelbarheter och marknadsstorlek. Modellerna kan också inkludera skillnader i produktionstillgångar, transportkostnader, marknadsförutsättningar och olika former av skalfördelar. När teorierna även analyserar ekonomins utveckling över tiden, börjar de teoretiska och politiska åsikterna gå isär. Vissa inriktningar argumenterar för att centrum utvecklas på bekostnad av periferin, medan andra hävdar att positiva spridningseffekter gynnar omgivande regioner. Denna oenighet lever vidare inom regionforskningen ännu i våra dagar.

## Modern regionforskning

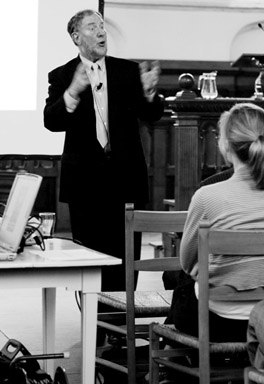
Robert Putnam är forskaren bakom begreppet socialt kapital.

I takt med att industrialismen successivt har börjat ersättas av det moderna, jämlika och demokratiska kunskapssamhället betonar forskningen alltmer kompetens, lärande, innovationer, agglomerationsfördelar och socialt kapital som förklaringsfaktorer bakom regional utveckling. I mitten på 1970-talet riktades intresset mot verksamheterna i nordvästra Italien och dess nätverksekonomi där småskaligheten och flexibiliteten var en fördel för att skapa individualiserad produktion. Regionforskare visade stort intresse för denna utveckling, och såg den som en möjlighet för regional utjämning. Det visade sig dock att framgångsreceptet var svårt att överföra till andra regioner. I början av 1980-talet kom den s.k. Californiaskolan, som bygger på agglomerationsfördelar vid kunskapsintensiv produktion. Inom regionforskningen idag betonas kunskap som resurs och lärandet som process. Innovationer och teknologisk utveckling är resultatet av en geografiskt förankrad interaktiv process.

## Frågeställningar idag
Regionforskningens motsättning om huruvida den ekonomiska processen leder till att regional utveckling utjämnas (konvergerar) eller ökar i olikhet (divergerar) finns alltjämt kvar, liksom till vilken grad man kan skapa en lokal ”tradition” av tillväxt och företagande inom ett visst område. Dagens forskare pekar på att processer för både utjämning och ökade olikheter pågår samtidigt och mer handlar om att vara innanför eller utanför en region.
Det finns en traditionell motsättning inom regionforskningen om huruvida ekonomisk utveckling ger konvergens eller divergens. Vissa teorier argumenterar för att centrum utvecklas på bekostnad av periferin, medan andra teorier betonar spridningseffekter från tillväxtområden. Inom nationalekonomin har utvecklingen gått från att väl fungerande marknadsmekanismer leder till regional utjämning, till att dessa i stället leder till regional divergens. I de neoklassiska modellerna ger marknadsmekanismer och rörliga produktionsfaktorer regional utjämning. Regionala skillnader uppstår endast där produktionsfaktorer eller prismekanismer är trögrörliga. Enligt modern nationalekonomisk tillväxtteori däremot, kan en koncentration av kompetens fortgå genom att avkastningen på humankapitalet inte avtar. Det föreligger enligt dessa modeller således inget marknadsmisslyckande bakom regionala skillnader, utan en marknadsmässig tillväxtprocess.
I moderna teorier är det främst teknologispridning som bidrar till utjämning. Teknologi betraktas i detta sammanhang i ett brett perspektiv som inkluderar allt från hur en maskin är konstruerad till företagets organisationsstruktur och ledarstil. En bristande teknologispridning kan bero på att denna teknologi och kompetens är lokalt inlåst. Det är en observerad erfarenhet inom regionforskningen att kompetens av olika skäl tenderar att vara geografiskt trögrörlig. Den kan vara outtalad och inbyggd i företagskulturer, icke kodifierbar eller av andra skäl svår att få grepp om och kopiera. En bristande teknologispridning behöver dock inte enbart bero på karaktären hos den spridande regionen. Det kan också bero på bristande kapacitet att ta emot, förvalta och förädla teknologin i omgivande eller relaterade regioner. Här spelar bl.a. kunskapen och kompetensen hos den mottagande regionen stor roll. Idag anses det allmänt vara en viktig aspekt i detta sammanhang att det inte enbart är nivån på kompetensen som är av betydelse, utan hela inställningen till lärande, utveckling och förändring.

## Tvärvetenskaplig regionforskning
Den regionala utvecklingsprocessens bredd och komplexitet gör att ett flertal forskningsdiscipliner behandlar aspekter som är av värde för regionforskningen. Inom företagsekonomin betonas kluster för att förklara näringslivets utveckling inom en region. Klusteranalysen fokuserar på länkar och flöden. Resonemang om agglomerationsfördelar liknar de som betonas inom regionforskningen. Man hävdar att en tät rivalitet med konkurrenter samt ett nära samspel med kunder, leverantörer och forskningsmiljöer ger både möjligheter och skapar en press på företagen att reducera kostnader, öka produktiviteten och förbättra marknadsanpassning, lärande och innovationsförmåga. Utländska företags etableringar kan påverka dynamiken i ett kluster i olika riktning beroende på det multinationella företagets strategi och organisation å ena sidan, och det lokala klustrets egenskaper å andra sidan.

### Statsvetenskaplig analys
Inom statsvetenskapen analyserar man regionen som kreativ tillväxtpool med liknande mekanismer av kunskap, lärande, interaktion och innovation som inom regionforskningen. Det statsvetenskapliga perspektivet fokuserar på den politiska styrningens förmåga att ge förutsättningar för dessa processer. Man betonar även det s.k. sociala kapitalets roll i utvecklingsprocessen. Dessa argument bygger på Robert Putnams forskning. Han hävdar att politiska institutioner kan skilja i effektivitet beroende på sociokulturella faktorer, och att detta har en stor påverkan på förmågan att bedriva en framgångsrik politik.

### Nationalekonomiska teorier inom regionforskning
Ett flertal av de nationalekonomiska teorierna behandlar områden som berör regional utveckling. Den s.k. konvergensskolan analyserar mekanismerna bakom konvergensen i tillväxt mellan länder och regioner. Tillväxtteorier adderar till förståelsen för tillväxtens mekanismer, och handelsteorierna behandlar den ekonomiska utveckling och struktur som är resultatet av den internationella specialiseringen. Dessutom ger makro- och mikroekonomiska teorier ökad kunskap om effekterna av regionalpolitiska åtgärder.

#### Konvergensskolan

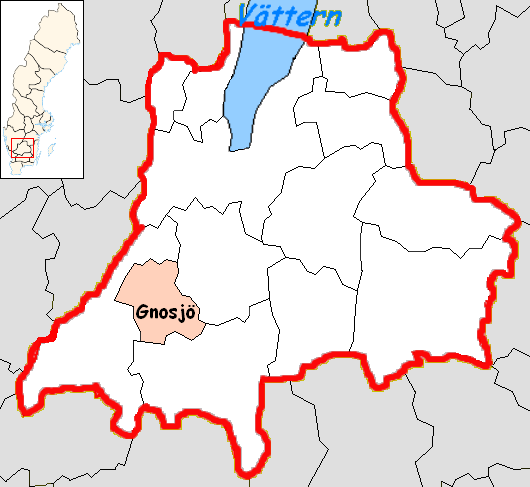
Gnosjöandan är ett lokalt kulturellt fenomen som sägs ge upphov till entreprenörskap och innovation. Namnet kommer från Gnosjöregionen i Småland, Sverige.

Enligt konvergensskolans synsätt har ett land på en lägre ekonomisk nivå en högre produktivitetstillväxt än de mer avancerade länderna, genom att det kan dra nytta av imitation för att höja sin tillväxt, medan föregångslandet måste skapa nya innovationer för att utvecklas. Motsvarande resonemang skulle kunna gälla för regioner. Det finns empiriska indikationer på att regionalinkomsten mellan svenska län har konvergerat under efterkrigstiden, men att regionalpolitiska satsningar inte har påverkat denna process.

#### Polariseringsskolan
Enligt den s.k. polariseringsskolan kommer tillväxt i centrum leda till att denna region utnyttjar periferin, vilket ger ökande regionala klyftor. Teorin har sin grund i bl.a. Gunnar Myrdals arbeten och går ut på att en tilltagande koncentration av befolkning och näringsliv till de mest centralt belägna regionerna kan förväntas på bekostnad av glesbygden. Regionforskningen kommer till motsvarande slutsats men lägger större vikt vid näringslivets efterfrågan på kvalificerad arbetskraft och det utbyte av information, varor och tjänster som sker i nätverk av företag och institutioner. Polariseringsskolans slutsats är dock även här att regioner med redan hög tillväxt utvecklas på bekostnad av omkringliggande regioner.

#### Neoklassisk teori
I neoklassisk nationalekonomisk teori verkar marknadsmekanismerna utjämnande. Investeringar dras till de områden där avkastningen på investerat kapital är störst, samtidigt som arbetskraften strömmar till regioner med högt löneläge tills detta pressats ner. Rörligheten på produktionsfaktorer och varor tillsammans med rörliga priser och löner utjämnar regionala skillnader i levnadsstandard. Den moderna tillväxtteorin betonar humankapitalets roll i tillväxtprocessen. Det finns skalfördelar i produktionen för humankapitalet, dvs. kunskap har inte en avtagande avkastning. Detta innebär att det kan bli ökade skillnader mellan regioner. Den fortsatta avkastningen på det humana kapitalet sätter de utjämnande mekanismerna ur spel. Både kapital och humankapital kan fortsätta röra sig mot tillväxtregioner i stället.

#### Modern tillväxtteori
Enligt de moderna tillväxtteorierna ökar skillnaderna i ekonomisk utveckling mellan regioner, utan något marknadsmisslyckande i produktionsfaktorernas rörlighet eller anpassning i löner och avkastning. Att med politiska medel förflytta om resurserna är att begränsa den tillväxtpotential som dessa regioner har, och därmed den totala tillväxten i landet. Ett makroekonomiskt argument för regionalpolitiska åtgärder är att det kan minska jämviktsarbetslösheten och därigenom öka ekonomins kapacitet och tillväxtpotential.
En faktor som bidrar till utjämnande processer på marknadsmässiga villkor är teknologispridning. Om denna spridning äger rum eller inte beror på hur regional förankrad och inlåst kunskapen är, men också på om omgivande och relaterade regioner har kapacitet att ta emot, förvalta och förädla teknologin. Detta handlar om kunskap och färdigheter, men i hög grad också om värderingar, attityder och sociala konventioner. Kulturella faktorer som till exempel inställningen till entreprenörsanda har visat sig påverka den ekonomiska utvecklingen. Åsikterna går dock isär om huruvida denna går att skapa i tillräcklig grad med politiska medel. Regionernas politiska och institutionella utformning är andra faktorer som har betydelse för regioners framgång. Inom statsvetenskapen är det av intresse att finna hur olika politiska och institutionella lösningar påverkar utvecklingen. Regioner har fått en mer betydelse full roll i denna vetenskap genom den europeiska integrationen som enligt vissa bedömare ger starkare roll på europeisk och lokal/regional nivå, samtidigt som nationalstaten försvagas. Den allmänna internationaliseringen har också givit möjligheter för regionerna att bli starka aktörer på den internationella arenan.

### Officiella dokument
- Norberg (1999). Rapport[död länk] till Sveriges regering. 17 september 1999 av Expertgruppen för studier i offentlig ekonomi, Finansdepartementet. Norberg, Heléne, m.fl.